# ブラスバンド
1. ・大編成ブラスバンドによる演奏風景
2. ・ブラスバンド編成の配置例 等

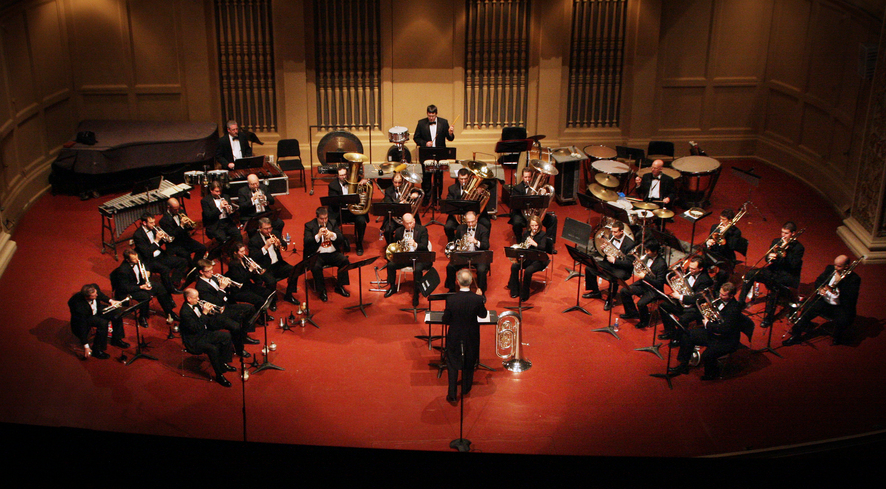
ブラスバンド編成による演奏風景

ブラスバンド（またはブラス・バンド、金管バンド、ラッパ隊、英: brass band）は、狭義において金管楽器を主体として編成される楽団。吹奏楽団とは異なり、ブラスバンドは、一般に金管楽器群と打楽器群によって構成され、通常は木管楽器群や弦楽器群は含まない。ブラス (brass) は、金管楽器の主材料である黄銅（真鍮）の英称である。
日本においては、世間一般的な認識・用法としていわゆる吹奏楽団、特に学校や職場もしくは市民団体などのアマチュア吹奏楽団を指してドイツ語blasは「吹く」の語幹に沿う呼び方「ブラスバンド」と言うことがあり、そのため一方で純然たるブラスバンド編成の団体名に金管バンドと謳うケースも見受けられる。ブラスバンドの盛んなイギリスでは吹奏楽はウィンド・バンド (wind band) として明確に区別されている。
この他、次のような楽団を指す時に用いられる。
- 英国式ブラスバンド（brass band）
- 19世紀アメリカの民間吹奏楽団（brass band）
- ニューオリンズの黒人コミュニティの楽団（ニューオリンズ・ブラスバンド）（brass band）
- ドイツの吹奏楽団（Blasorchester, Blasmusik）
- 西洋の軍楽隊が各植民地で土着化した民間の楽団
- その他の金管楽器を中心とした楽団

本項では、主に日本における「ブラス・バンド」について記述し、他の楽団については簡潔に述べるが、詳細は吹奏楽あるいはそれぞれ独立した項目に譲る。

## 日本の「ブラスバンド」
欧文で「Brass band」の使用は明治期から、「ブラス・バンド」の語の使用は大正期から見ることができる。1924（大正13）年の伊庭孝監修『白眉音楽辞典』（白眉出版社）では、「brass band」の説明に「真鍮楽器音楽隊。真鍮楽器を奏する楽士の集団。元来はreed楽器を含む全軍楽隊とは区別したものである」と、brass band が金管楽器のみのバンドを指すという指摘がなされると同時に、吹奏楽を意味する一般的な用法が定着しつつあることを窺わせる記述がある。
昭和初期から救世軍や早慶戦における応援の楽隊をブラス・バンドと呼んでいる例が新聞に見られるようになる。満州事変頃から職場、学校、青年団などでアマチュア吹奏楽団が増え始め、これらの楽団を指して「ブラス・バンド」と呼ぶことが広まった。特に、1933（昭和8）年の雑誌『季刊ブラスバンド』（管楽研究会）の創刊と、1934（昭和9）年の「アマチュア・ブラスバンド東海連盟」の結成、昭和10年の山口常光『ブラスバンド教本』（管楽研究会）の刊行、および日本管楽器（1970年に現ヤマハに吸収合併）、タナベ楽器などの広告に「ブラス・バンド」の表現が使われたことが普及を後押ししたと思われる。なお、東京府立第一商業の廣岡九一は、街頭行進など軍楽隊に似た演奏を主とする場合をブラス・バンド、芸術性を指向しステージなどでの演奏を主とする学校の楽団をスクールバンドと区別している。戦争が激しくなるにつれ、1940（昭和15）年に『季刊ブラスバンド』の後続誌『吹奏楽：ブラスバンド・喇叭皷隊ニュース』が『吹奏楽月報』と改題されるなど、ブラス・バンドの語は用いられなくなった。
『季刊ブラスバンド』創刊号に掲載された日本管楽器の広告にある、当時のブラス・バンドの編成は以下の通り（正確には編成の人数表記は漢数字である）。
- 6人編成 - クラリネット、コルネット、バリトン、大太鼓、小太鼓、シンバル
- 7人編成 - クラリネット、2コルネット、バリトン、小バス、大太鼓、小太鼓、シンバル
- 10人編成 - 2クラリネット、2コルネット、バリトン、トロンボーン、アルト、小バス、大太鼓、小太鼓、シンバル
- 15人編成 - ピッコロ、3クラリネット、2コルネット、トランペット、バリトン、2トロンボーン、アルト、小バス、コントラバス（チューバ）、大太鼓、小太鼓、シンバル
- 20人編成 - ピッコロ、フルート、オーボエ（オーボーともいう）、4クラリネット、3コルネット、トランペット、バリトン、2トロンボーン、アルト、2小バス、コントラバス（チューバ）、大太鼓、小太鼓、シンバル

戦後、「ブラスバンド」の呼称は復活するが、昭和30年代に吹奏楽関係者がアメリカに視察に行ったことをきっかけに、吹奏楽連盟を中心としたアマチュア吹奏楽は軍楽隊的な方向から芸術を指向する方向へと転換する。他方、英国式ブラスバンドが知られるようになったこともあり、吹奏楽関係者の間では、木管楽器を含む編成の吹奏楽団の音楽を「吹奏楽」とし、「ブラスバンド」は英国式ブラスバンドを指すという認識が一般化する。ただし、学校などで「ブラスバンド部」の名称が残存しているところもあり、また一般には旧来の用法も依然として残っている。「ブラスバンド」を縮めた「ブラバン」という略称は吹奏楽編成を指した用法であるが、特に学校吹奏楽においてはこの俗称も広く認知されている。
なお、日本語の「ブラスバンド」は、語源として一般に英語の brass band の音をカナ表記したと考えられるが、ドイツ語に吹奏楽団を意味する Blasorchester の語があり、日本では金管バンドではなく吹奏楽を指すことから、この語がなんらかの形で影響しているのではないかという指摘がなされている。

## 英国式ブラスバンド（英国風金管バンド、ブリティッシュ・スタイル・ブラス・バンド）
イギリスでは、19世紀初頭から労働者の間で金管楽器と打楽器による楽団が結成され、コンテストが行われるようになったことで編成が画一化した。この種の楽団を英国ではブラス・バンドと称する。英国風金管バンドは、ヨーロッパ各地、オーストラリア、日本、トンガなどにも広がった。金管楽器と打楽器だけから成るイギリスの伝統的な編成。コルネット、テナーホーン（アルトホルン）、バリトン、ユーフォニアム、チューバ等サクソルン属の金管楽器にトロンボーンや打楽器が加わる。映画『ブラス!』のモデルになったグライムソープ・コリアリー・バンドなどが有名。

## 19世紀アメリカのブラス・バンド
アメリカ合衆国では、19世紀に全国で生まれた管楽器を中心とした民間の楽団を指してブラス・バンドと呼ぶ。南北戦争の頃にもっとも盛んになり、地域、人種、性別などを問わずコミュニティごとに楽団が作られた。

## ニュー・オリンズのブラス・バンド
これらの楽団の多くはラジオやレコードの登場で姿を消したが、ルイジアナ州ニューオーリンズの黒人の間では、葬式のパレードに楽団が演奏する習慣が定着していたため、互助会組織が生まれ、現在もその伝統が残っている。初期のジャズから現在に至るまで、録音も多く、ダーティ・ダズン・ブラス・バンドなど楽団の固有名詞としてブラス・バンドの語が使われている。

## ドイツ語のブラスバンド（Blasband）
ドイツ語では、「吹く」を意味する動詞 blasen の語幹と楽団を意味する Band が結びついて吹奏楽団を意味する Blasband という名詞があり、「ブラスバント」と発音する。ただし、ブラスカペル、ブラスオルケスターなどの名称のほうが一般的である。

## 植民地のブラス・バンド
植民地には軍楽隊が派遣されたために、世界中いたるところに管楽器を中心とした楽団は存在し、国ごとに変化して定着している。また、トリニダード・トバゴでカーニバルなどで歌われるポピュラー音楽＝カリプソを伴奏する楽団をブラス・バンドと呼ぶ例がある。
1980年代後半以降、特にポピュラー音楽研究の視点からヨーロッパの軍楽隊が各植民地に与えた影響が重視されるようになった。日本では、学校などの「吹奏楽」と区別するために「ブラス・バンド」の語を用いることが多い。また、ブルガリアやマケドニア共和国のオルケルタルやルーマニアのファンファーレ（いずれもサクソフォンやクラリネットを含む）の英訳として brass band が用いられることも多い。

## その他の金管バンド
これ以外に東南アジアや東欧などにも、その地域独特の編成を持った金管楽器を含む楽隊があり、ブラス・バンドと総称される。東欧諸国には金管楽器と打楽器からなる楽団がありファンファーレ、オルケスタルなどの名称で呼ばれている（チョチェクも参照）。ドイツ語圏のプロテスタント教会専属の金管合奏団はポザウネンコア（ポザウネンコール、Posaunenchor）と呼び、大きなジャンルとなっている。